# ستارة (الأفلاج)
ستارة، هو مركز من فئة (ب) يقع في محافظة الأفلاج، والتابعة لمنطقة الرياض في السعودية. ويبعد المركز عن محافظة الأفلاج بمسافة تقارب (72) كم.

## السكان
بلغ عدد سكان ستارة حسب تعداد 1431هـ/2010م (476) نسمة.